# 弁護士過剰問題
弁護士過剰問題（べんごしかじょうもんだい）とは、日本で弁護士資格保持者が急増して需要と供給が成り立たなくなる社会問題を指す。難関の司法試験を合格しても就職先がない無職弁護士が年々増加している。

## 概要
司法修習修了者のうちの弁護士未登録者数は、2000年代に入り顕著に増加し、2012年の12月の段階で全体の約26%である540人に上る 。司法修習生が相当な数の法律事務所に履歴書を送っても内定を得られないという実態や、法律事務所が弁護士求人の意思を示すと司法修習生が殺到する実態も報じられている（2011年9月23日付の東京新聞、2012年4月20日付の日経新聞 ）。さらに、総務省も2012年4月「法曹人口の拡大及び法曹養成制度の改革に関する政策評価書」において、現状の約2000人の合格者でも弁護士の供給過多となり、就職難が発生していることを認めている。
この就職難は、2002年に閣議決定された法曹3000人計画に一因があるとされる。この計画は裁判員制度の導入を見据えた司法制度改革だったが、結果として法曹界の質の低下や就職難、法科大学院の激増による定員割れ、募集停止を招いた。これを受けて政府は、目標を2000人に引き下げる案を2012年に提示し、2013年には正式に計画を見直す方針となった。